# 坎波自由镇
坎波自由镇，是西班牙阿拉贡自治区特鲁埃尔省的一个市镇。总面积67平方公里，总人口378人（2001年），人口密度6人/平方公里。